# Stilbanthus scandens
Stilbanthus es un género monotípico de fanerógamas perteneciente a la familia Amaranthaceae. Su única especie, Stilbanthus scandens, es originaria de Asia.

## Descripción
Es una planta perenne con ramas suaves y poco tomentosas. Hojas opuestas, con pecíolo de 1,2-2,5 cm; limbo ampliamente elíptico, de 4-7 × 2,5-4,5 cm, escasamente tomentosas especialmente en el margen, ápice acuminado. Flores perfectas, grandes. Las inflorescencias terminales o axilares, en espigas, de 3-5 cm, menos ramificadas; raquis peludo. Las brácteas persistentes, ovaladas, de 2,6 mm, cayendo con perianto en la fruta. Tépalos rectos, ovado-lanceolados, de 4,5 mm, con la ampliación a 9 mm en fruta, pilosa en el ápice. Utrículos oblongos de 3,5 mm, con pelos en el ápice. Semillas brillantes.

## Distribución y hábitat
Se encuentra en los bosques, a una altitud de 900-2300 metros en Guangxi, Yunnan en China y en Bhután, India, Birmania y Sikkim.

## Taxonomía
Stilbanthus scandens fue descrita por Joseph Dalton Hooker y publicado en Hooker's Icones Plantarum 13: 67, pl. 126. 1879.